# Patanotis
Patanotis är ett släkte av fjärilar som beskrevs av Edward Meyrick 1913. Patanotis ingår i familjen brokmalar, Momphidae.

## Dottertaxa tillPatanotis, i alfabetisk ordning[1]
|  | Patanotis harmosta    |
|  | Patanotis metallidias |